# Дымов, Адам Гафарович
Дымов Адам Абдул-Гафарович (кабард.-черк. Дым Абдул-Джэфар и къуэ Ӏэдэм; 1878—1937) — советский общественный и политический деятель, просветитель. Основоположник национального издательского дела и кабардинской журналистики. Издатель первой газеты на кабардинском языке. 

## Биография

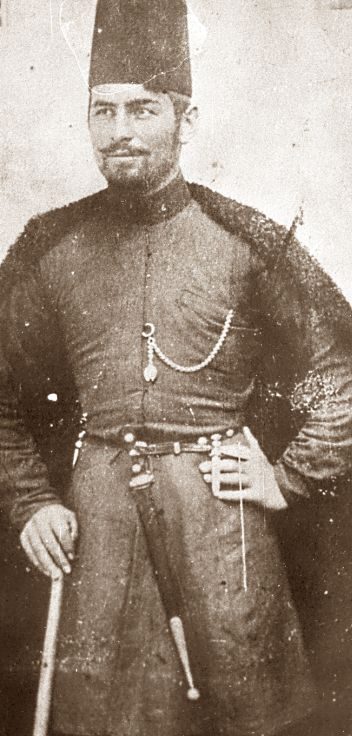
Адам Дымов во время учёбы в Каире

Родился в 1878 (по другим данным в 1874) году в селе Кучмазукино (позже — Старая Крепость, а ныне город Баксан) Терской области Российской империи, в семье богатого и знатного хаджи Абдул-Гафара Герандуковича Дымова. Абдул-Гафар Герандукович был хорошо знаком с восточной и русской культурами, хорошо владел пером, писал стихи и прозу, и впоследствии активно сотрудничал с газетой «Адыгэ макъ», о чем свидетельствуют публикации за его подписью в сохранившихся номерах газеты. 
Первоначальное образование получил в сельском медресе. После чего, в начале XX века поступил в один из самых престижных вузов того времени — Каирский университет аль-Ахзар, которую окончил в 1912 году с дипломом магистра наук, и овладев в совершенстве арабским языком и частично английским и французским языками.  
В ноябре 1918 года Нальчикский окружной народный Совет избрал Дымова судебным следователем шариатского окружного суда. 
В 1928 году, после антисоветских волнений в Баксанском районе, направленную на начавшуюся антирелигиозную политику в стране, был обвинён по статьям 58-2 и 58-10 УК РСФСР и сослан в исправительно-трудовой лагерь на территории Соловецких островов. В угаре антирелигиозной борьбы, все изданные им книги сочли опиумом для народа. Что смогли уничтожили, а издателя осудили на пять лет.
В 1933 году после отбытия срока, вернулся на родину, где не имел право вести какую-либо общественную деятельность. 
31 октября 1937 года вновь был арестован и обвинён как кулак и враг народа. В обвинительном заключении указывалось, что он крупный кулак: имеет типографию и мельницу, ведёт контрреволюционную пропаганду и т. д. Обвинительное заключение было утверждено наркомом внутренних дел КБАССР и направлено на рассмотрение «тройки». 
24 ноября 1937 года «тройкой» принято решение о его расстреле, как врага народа. 27 ноября того же года без суда и следствия, был расстрелян в городе Нальчик.
Постановлением Президиума Верховного суда полностью реабилитирован 19 декабря 1956 года, за отсутствием состава преступления. 6 июля 1992 года реабилитирован как жертва политического террора. 

## Творческая деятельность
При возвращении из Каира на родину в 1912 году, вместе с М. Гуговым превратили сельский медресе, где обучались местные дети в исламскую семинарию. Помимо просветительской деятельности, проводил и большую общественную работу. Неоднократно избирался доверенными от села Кучмазукино и принимали участие в работе Съезда доверенных Кабарды и Горских обществ, в период Гражданской войны и установления советской власти. 
В 1913 году познакомился с вернувшимся из Турции черкесским просветителем — Нури Цаговым, вместе с которым основали так называемый «Баксанский просветительский центр», который фактически составлял ядро Баксанской мусульманской просветительской организации, которая сыграла огромную роль в просвещении кабардинского народа. 
Баксанский просветительский центр поддерживал тесные связи со многими научными и культурными центрами и за пределами Кабарды. Например, он имел связи с Дагестаном, Казанью, с Черкесским обществом в Стамбуле, с Каирским университетом. 
В 1913 году в Дагестане им была издана собственная вариация азбуки родного языка на арабской графической основе. В том же году он издал молитвенник «Тухват–уль-Атфаль» (Ключ к детям, подарок детям) и «Фыз хъыбар» (Вести женщин) на кабардинском языке. В 1917 году в Казани был напечатан учебник «Тхыбзэ» (Азбука), составленный им вместе с Нури Цаговым.
Осенью 1917 года, вместе с отцом Абдул-Гафаром Дымовым в родном селе Кучмазукино открыли первую типографию, где 29 ноября того же года был напечатан первый номер первой кабардинской газеты — «Адыгэ макъ» (Голос адыга). Это было большим событием в культурной жизни Кабарды. Редакторами были Адам Дымов и Нури Цагов. Газета «Адыгэ макъ» выходила два раза в неделю (по понедельникам и четвергам), и в ней печатались самые разнообразные материалы об истории и культуре кабардинцев, об их просвещении. Сыграла газета огромную роль и в становлении светского школьного образования в Кабарде, уделяя много внимания народному образованию и пропагандируя обучении грамоте на родном языке.  
Газета выходила всего 8 месяцев — с ноября 1917-го до июля 1918 года. Начало военных действий в Кабарде летом 1918 года помешали деятельности типографии, в связи с чем прервался и выход газеты «Адыгэ макъ». В общей сложности типографией Дымовых, за время своей деятельности было напечатано около 20 книг и сотни статей. 

## Семья
Был женат на Тате Дымовой (в девичестве Нагоева), в браке с которой родились дочери — Зейнаб и Раиса, и сыновья — Сулейман, Осман, Мухамед. 

## Память
Именем просветителя названа одна из улиц в юго-восточной части города Баксан. 